# Schlacht am Weißen Berg
Pilsen – Vražda – Sablat – Weißer Berg – Mingolsheim – Wimpfen – Höchst – Fleurus – Stadtlohn
Die Schlacht am Weißen Berg (tschechisch Bitva na Bílé hoře) bei Prag am 8. November 1620 war die erste große militärische Auseinandersetzung im Dreißigjährigen Krieg. In ihrem Verlauf unterlagen die Truppen der böhmischen Stände unter ihrem König Friedrich V. von der Pfalz und dessen Heerführer Christian I. von Anhalt den kaiserlichen und bayerischen Truppen der Katholischen Liga unter dem Befehl von Buquoy und Tilly. Nach seiner Niederlage musste Friedrich V., der sogenannte Winterkönig, aus Böhmen fliehen. Kaiser Ferdinand II. konnte seinen Anspruch auf die Krone Böhmens durchsetzen.

## Verlauf der Schlacht

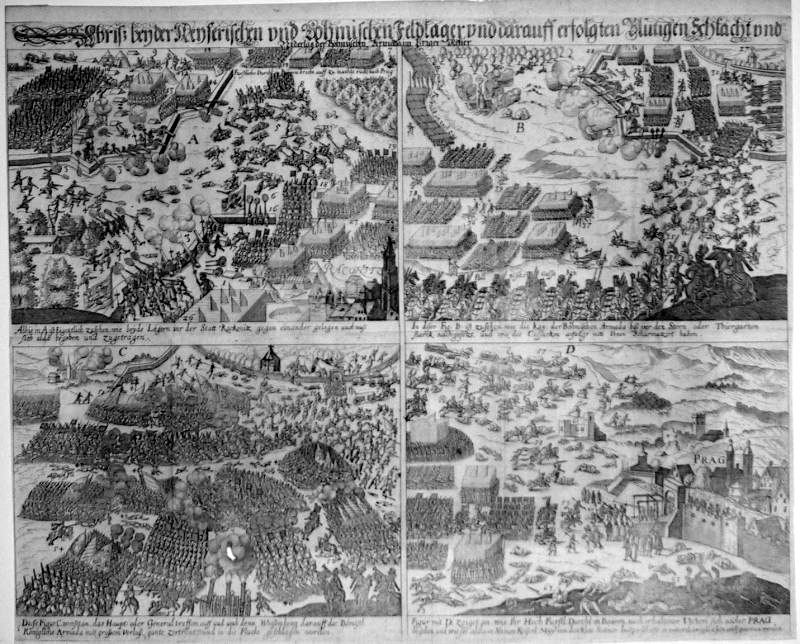
Zeitgenössische Darstellung

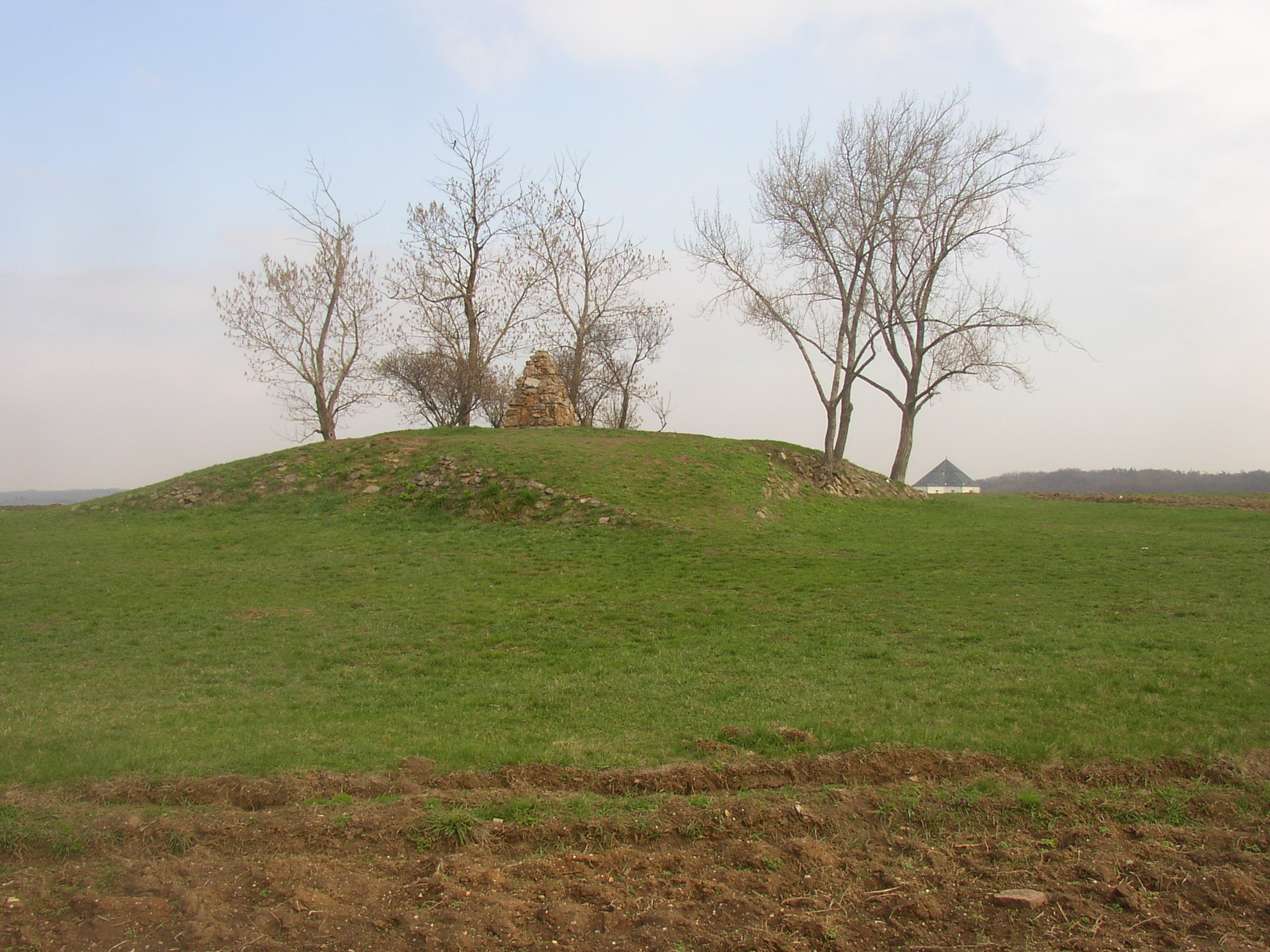
Denkmal von 1920 auf dem Gipfel, im Hintergrund das Jagdschloss Stern, in dem sich heute eine Ausstellung über die Schlacht befindet

Um die Mittagszeit des 8. November 1620 setzte sich der rechte Flügel der kaiserlichen Truppen in Richtung des protestantischen böhmischen Heeres in Bewegung. In der Folge griff auch die spanische Kavallerie und die wallonische Infanterie den linken Flügel des böhmischen Heeres an. Bereits zu dieser Zeit begannen größere Teile des böhmischen Heeres zu fliehen, kleinere Teile kämpften jedoch verbissen gegen die bergan marschierenden Soldaten der kaiserlich-ligistischen Truppen und es gelang den böhmischen Soldaten unter Befehl Christians II. von Anhalt (Sohn des Oberbefehlshabers Christian von Anhalt), die spanische Kavallerie abzuwehren und als Folge eine wallonische Einheit zu zersprengen. Daraufhin gab Tilly als Befehlshaber der bayerischen Liga-Truppen der italienischen und polnischen Kavallerie den Befehl zur Attacke und sie konnten in der Folge die Ordnung der feindlichen, ungarisch-böhmischen Kavallerie sprengen und sie in die Moldau treiben, wo viele ertranken. Nun setzte sich das gesamte katholische Heer in Bewegung und kämpfte die noch verbliebenen Soldaten des böhmischen Heeres nieder. Nach gerade einer Stunde war die Schlacht entschieden.
Währenddessen flohen immer mehr der böhmisch-Anhalt’schen Soldaten in Richtung Prag, wo man langsam der drohenden Niederlage gewahr wurde. König Friedrich, der noch am Tag zuvor die Linien abgeritten und die Soldaten ermahnt hatte, weder seine noch die böhmische Sache im Stich zu lassen, war während der Schlacht nach Prag zurückgeeilt, um die böhmischen Stände um Geld für seine Truppen anzuflehen und den Abgesandten des englischen Königs zu empfangen. Von ihm erhoffte er sich die lange ersehnte Nachricht über die Unterstützung seines Schwiegervaters Jakob I. Als Friedrich gegen Mittag des 8. November aus der Stadt zu den Truppen auf das Schlachtfeld zurückreiten wollte, war es jedoch bereits zu spät. Am Stadttor traf er auf fliehende Soldaten seines Heeres und auf seinen Kanzler Christian von Anhalt, der ihm die Katastrophe mitteilte. Friedrich, der eine Auslieferung an den bayerischen Herzog befürchtete, tauchte in der Prager Altstadt unter und setzte sich am folgenden Tag in Richtung Breslau ab.

## Folgen
Als Folge der verlorenen Schlacht floh Friedrich V. ins Exil. Da er seine Herrschaft als König von Böhmen nur wenig mehr als ein Jahr behaupten konnte, behielt er auch zukünftig den Spottnamen „Winterkönig“ bei, den er von der katholischen Propaganda bereits im Jahr zuvor erhalten hatte.
Es wurden 61 Anführer und Unterstützer der böhmischen Seite gefangen genommen. Von ihnen exekutierte man 27 Standesherren (22 tschechischen und 5 deutschen Ursprungs) am 21. Juni 1621 auf dem Altstädter Ring, darunter Kaspar Cappleri de Sulewicz, Jan Jessenius und Joachim Andreas von Schlick. Über Friedrich V. und seinen General Christian I. von Anhalt-Bernburg wurde die Reichsacht verhängt.
Die Schlacht am Weißen Berg ist insofern für die weitere Geschichte Mitteleuropas bedeutsam, da sie in den österreichischen und böhmischen Ländern den Weg zur Rekatholisierung und zur Durchsetzung des Absolutismus freigab. In Rom wurde eine in Bau befindliche Kirche als Dank dem Patrozinium Maria vom Siege geweiht. Auch die Maria vom Siege auf der Prager Kleinseite mit dem Prager Jesuskind ist in diesem Zusammenhang zu erwähnen. Bei einer Ende 1620 in Rom abgehaltenen Prozession zum Dank für den Sieg erlitt der Borghese-Papst Paul V. auf dem Platz vor dem Quirinalspalast einen Schlaganfall, an dessen Folgen er wenige Wochen später starb.
Die Stände Böhmens wurden durch die vom Kaiser 1627 erlassene Verneuerte Landesordnung weitestgehend entmachtet. Tausende von böhmischen Protestanten flohen als Exulanten nach Deutschland und fanden dort eine neue Heimat. Eine einschneidende Wirkung hatte die Schlacht auch für die Geschichte der tschechischen Sprache, da in der Folge die gebildete Schicht des tschechischen Volkes zur deutschen Sprache überwechselte. Das Tschechische musste als Schriftsprache Ende des 18. bis Anfang des 19. Jahrhunderts in der tschechischen Wiedergeburtsbewegung revitalisiert werden, was bis heute als Diglossie hörbar ist.

## Rolle eines Heiligenbildes
Einer Legende zufolge soll der Karmelit Dominicus a Jesu Maria in das kaiserliche Heerlager mit einem Bildnis der Heiligen Familie aus dem zuvor geplünderten und gebrandschatzten Schloss Strakonice getreten sein, bei dem Maria und Josef von Protestanten die Augen ausgestochen worden waren. Das geschändete Bildnis und seine Worte, man müsse diesen Frevel rächen, erbitterten angeblich die katholischen Truppen derartig, dass sie mit dem Schlachtruf „Santa Maria!“ den Berg binnen kürzester Zeit erstürmten. Das böhmische Heer soll von diesem unerwarteten Angriff völlig überrumpelt worden sein, so dass es in Unordnung geriet und floh. Am 8. Mai 1622 wurde das Bildnis, das die Initialzündung zum Sieg am Weißen Berg gesetzt hatte, in die Kirche der Unbeschuhten Karmeliter in Rom getragen und am Hauptaltar angebracht. Die Kirche, die bis dahin das Patrozinium des Apostels Paulus getragen hatte, wurde darauf Santa Maria della Vittoria (Heilige Maria vom Siege) genannt. Das ursprüngliche Madonnenbild wurde jedoch bei einem Brand im Jahr 1833 zerstört.

## Trivia
In der tschechischen Sprache wird die Formulierung „vor/nach Weissenberg“ benutzt, in ähnlicher Weise wie im Deutschen „vor/nach 1933“, wenn man die NS-Zeit meint.